# 艾尔蒙特站
艾尔蒙特站是一个位于艾尔蒙特的公交枢纽站，紧靠10号州际公路和San Bernardino高速公路（215号州际公路），有银线、山麓公交、灰狗巴士、艾尔蒙特公交的公交路线从此发车，车站直接连接艾尔蒙特公交专用道（一条于10号州际公路大体平行的公交专用道，连接到洛杉矶市区的联合车站。）

## 服务线路
- Metro Local: 70, 76, 267, 268, 287
- Foothill Transit: 178, 190, 194, 269, 270, 282
- 洛杉矶快速公交J线
- Foothill Silver Streak
- Metro Express: 577
- El Monte Trolley: Flair, Civic Center
- 灰狗巴士

## 车站图片

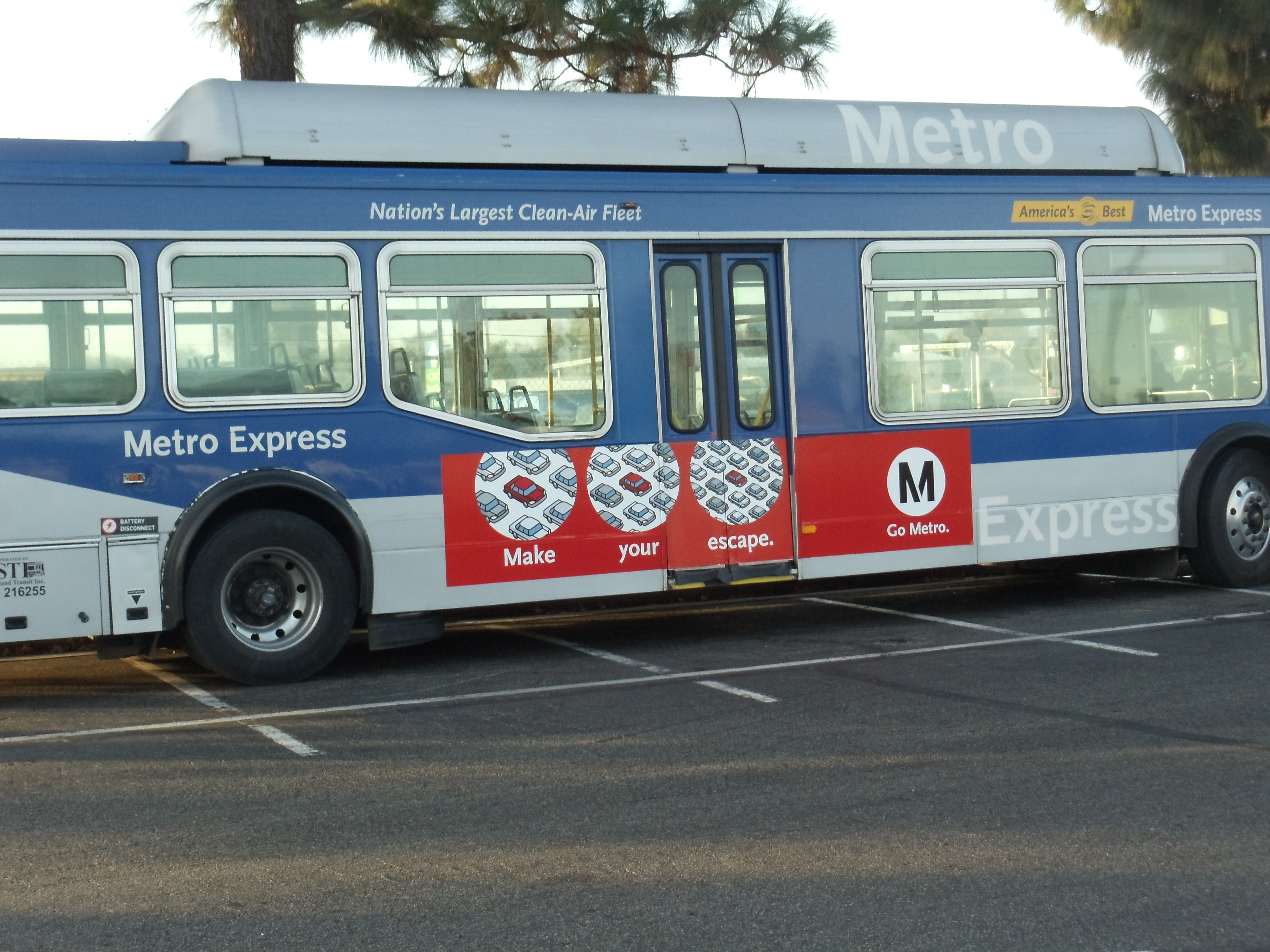
一辆洛杉矶巴士快车577X路
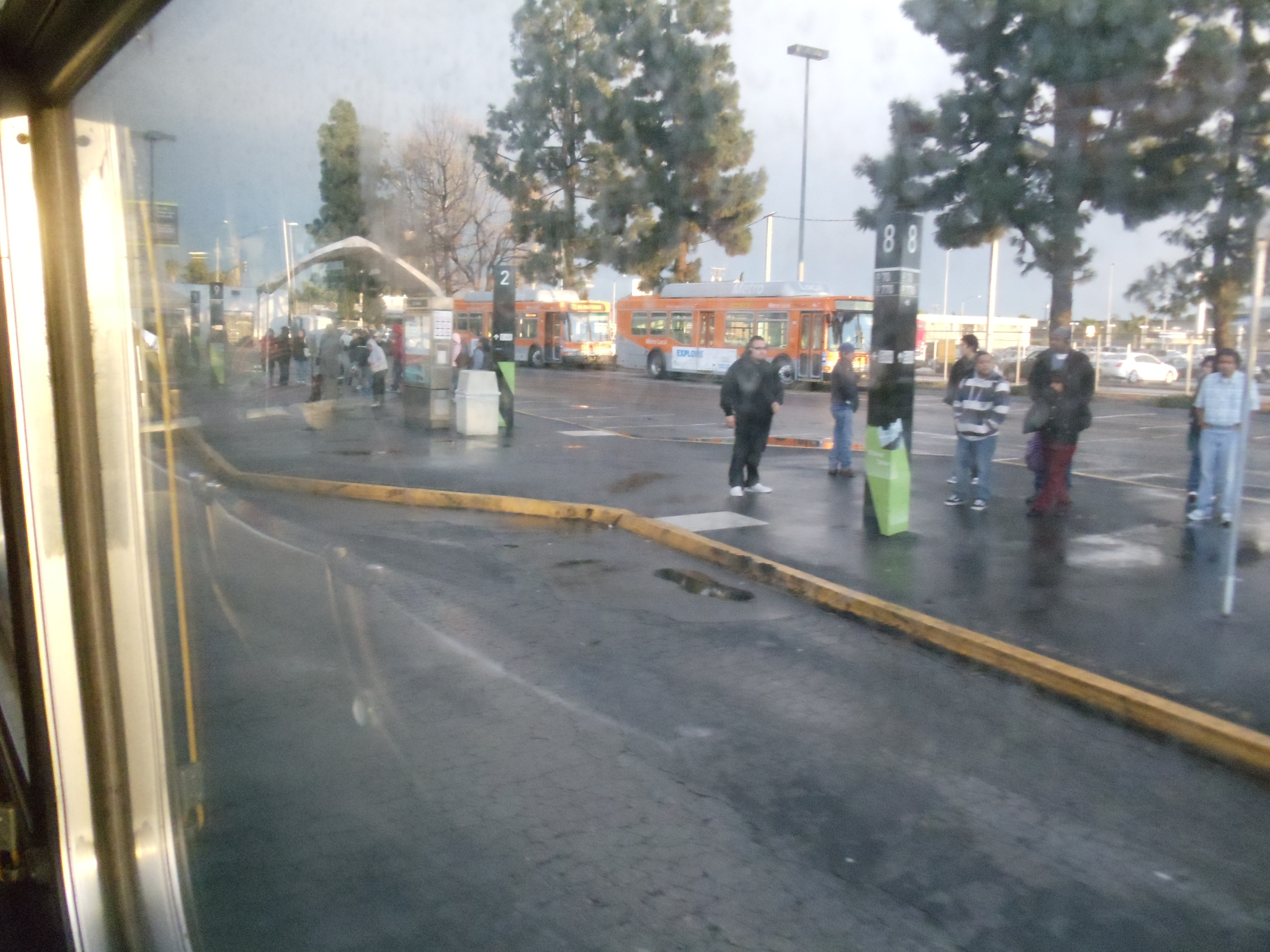
一些洛杉矶巴士的车辆
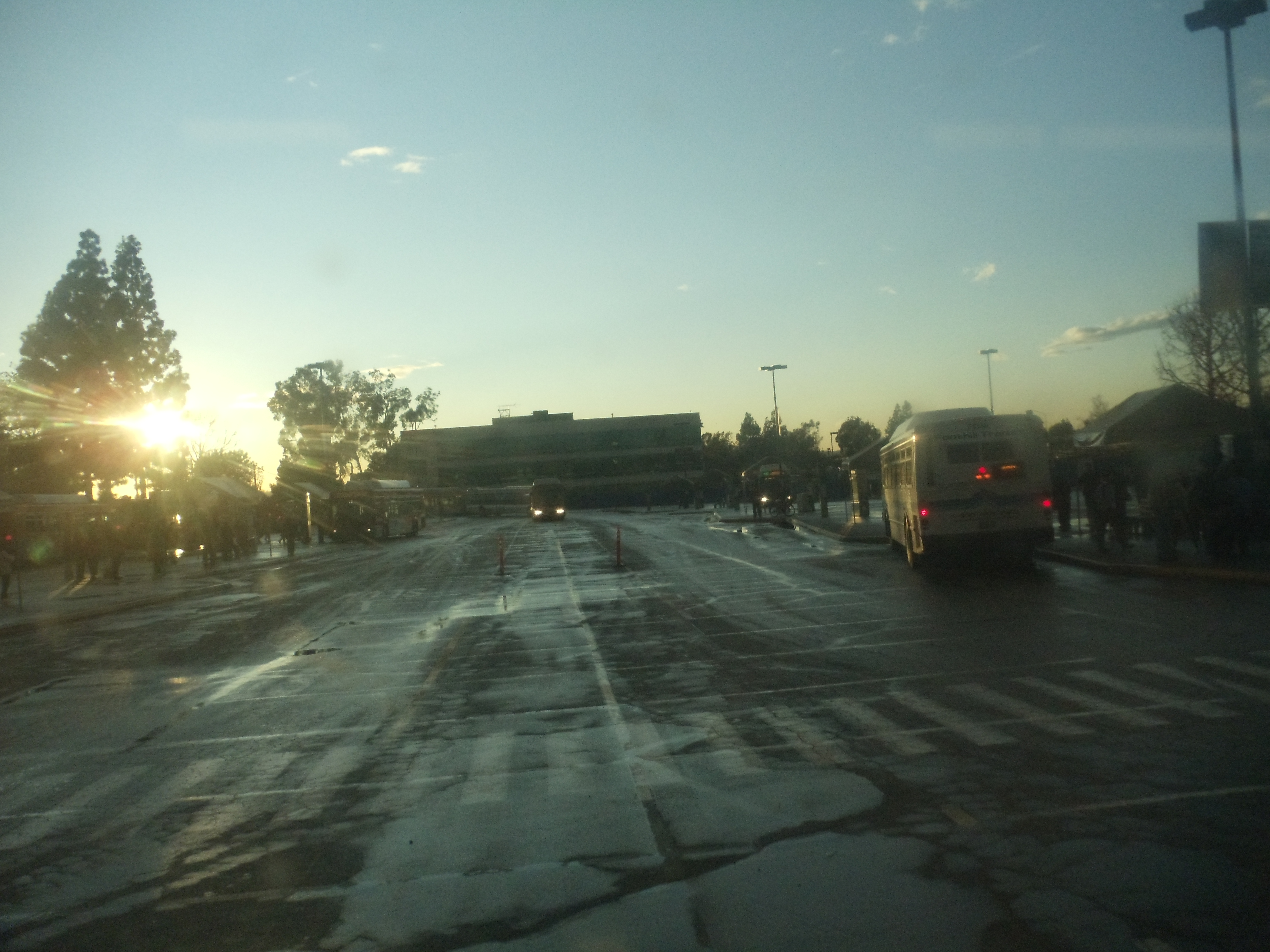
临时站台
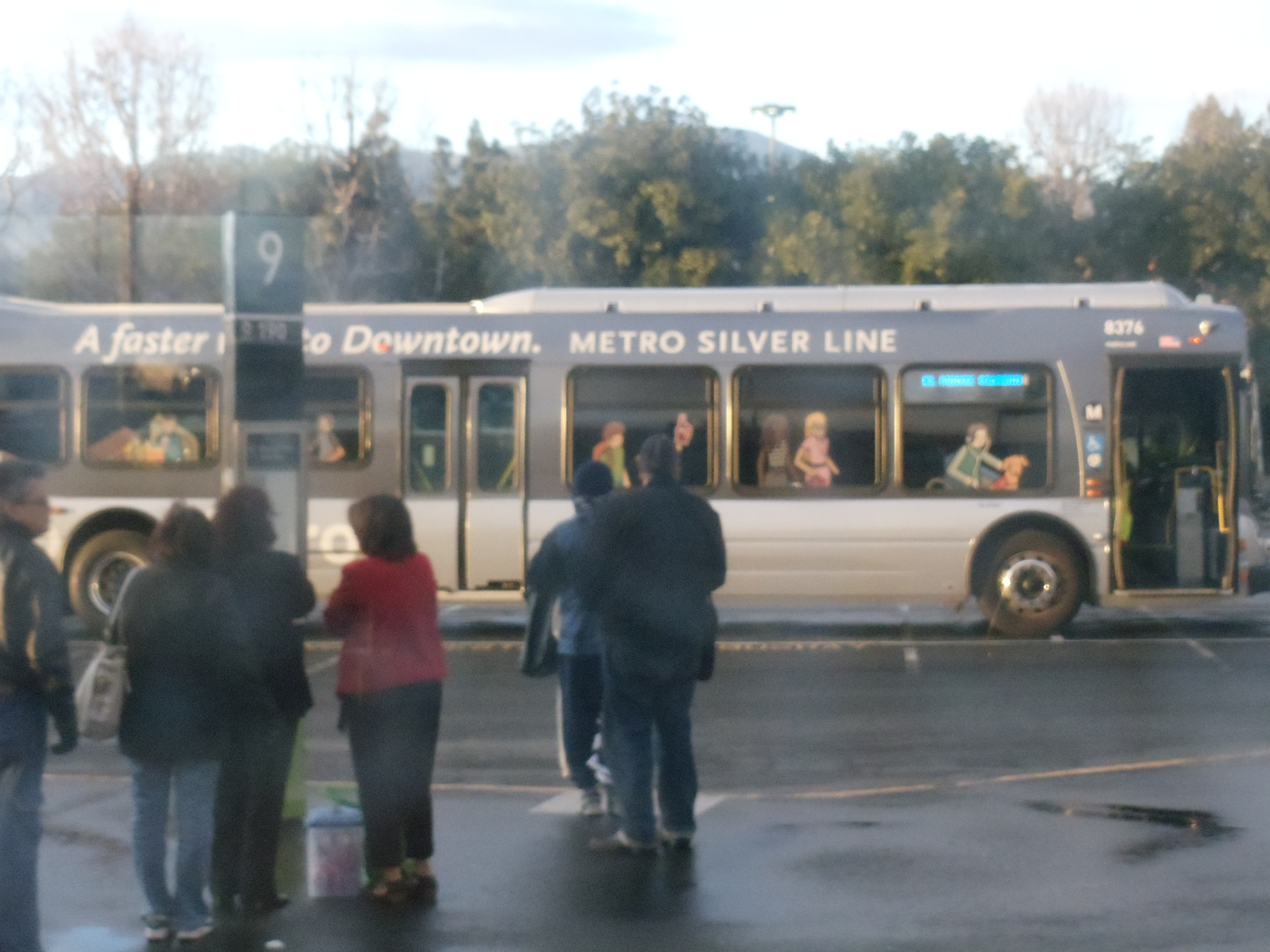
一辆暂停运营的银线
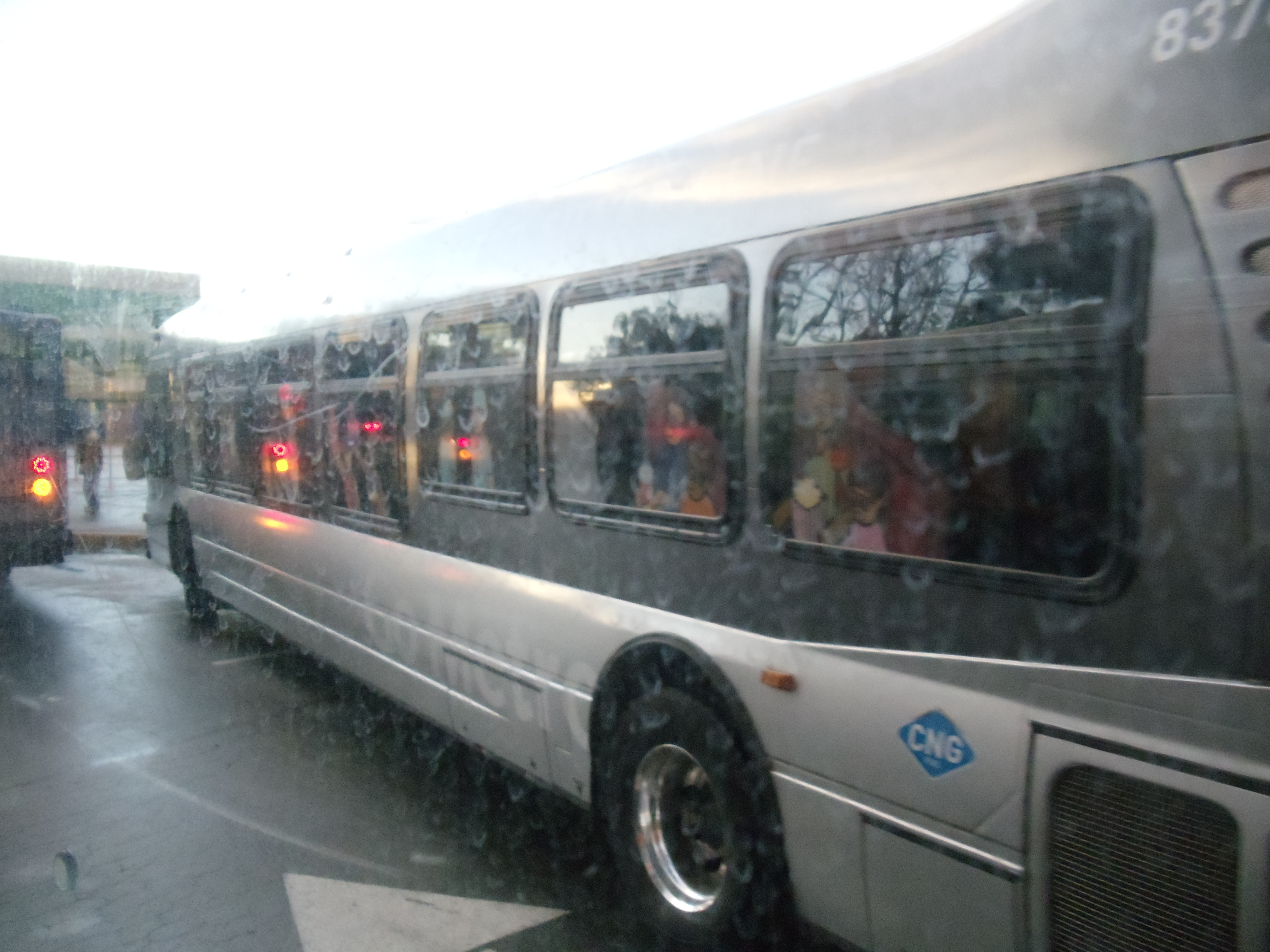
一辆银线公交
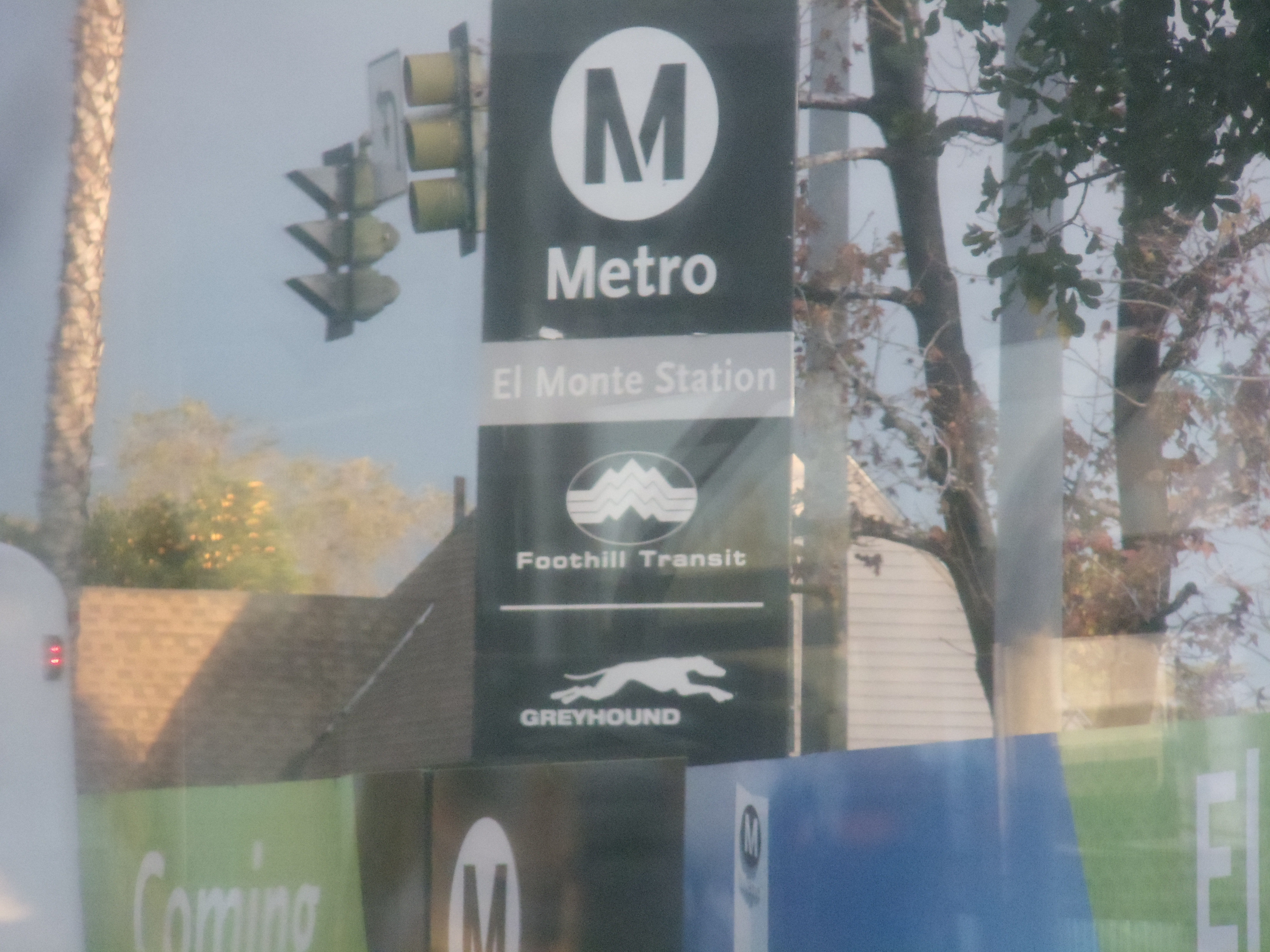
艾尔蒙特站临时指向标
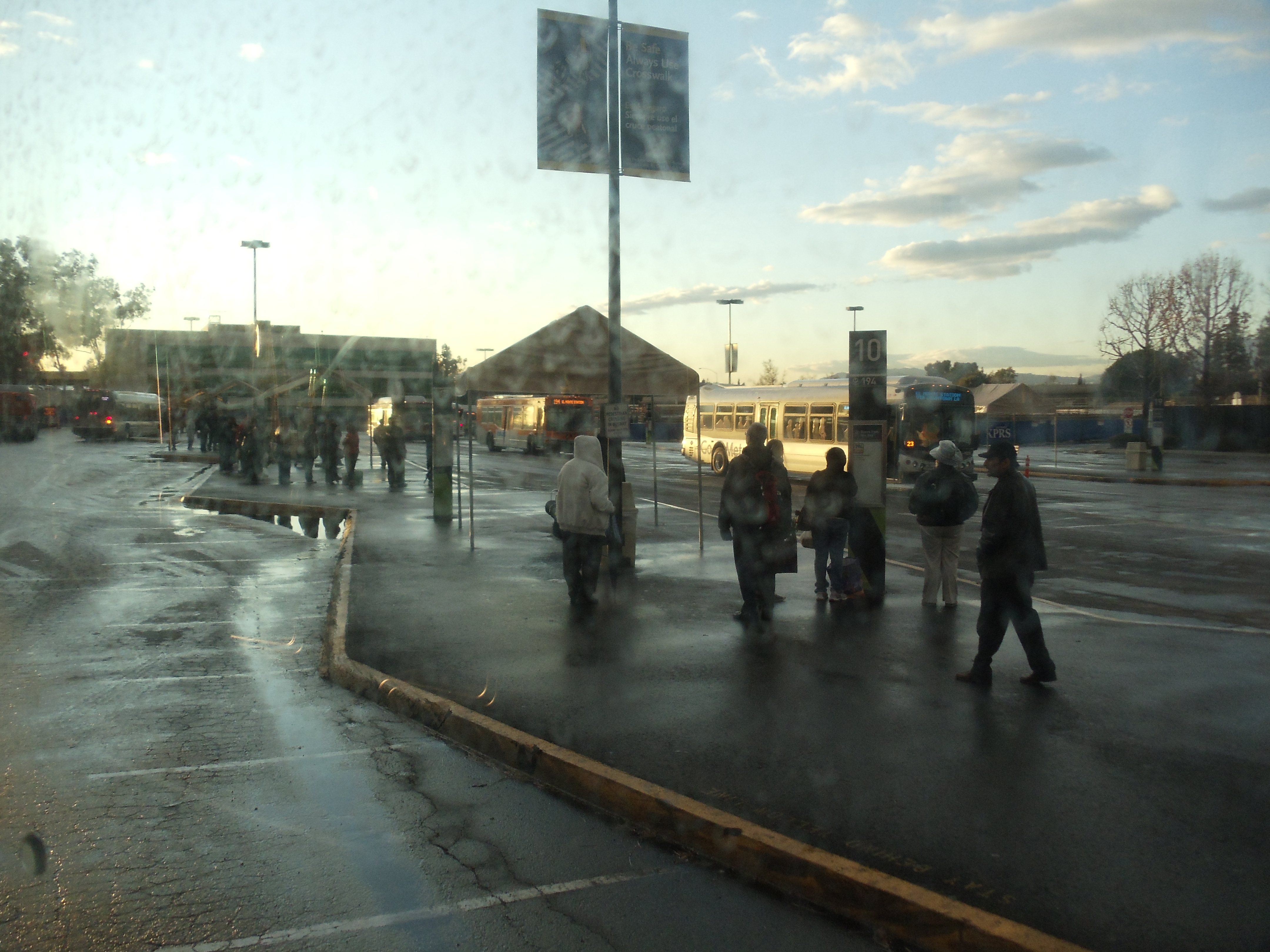
站台
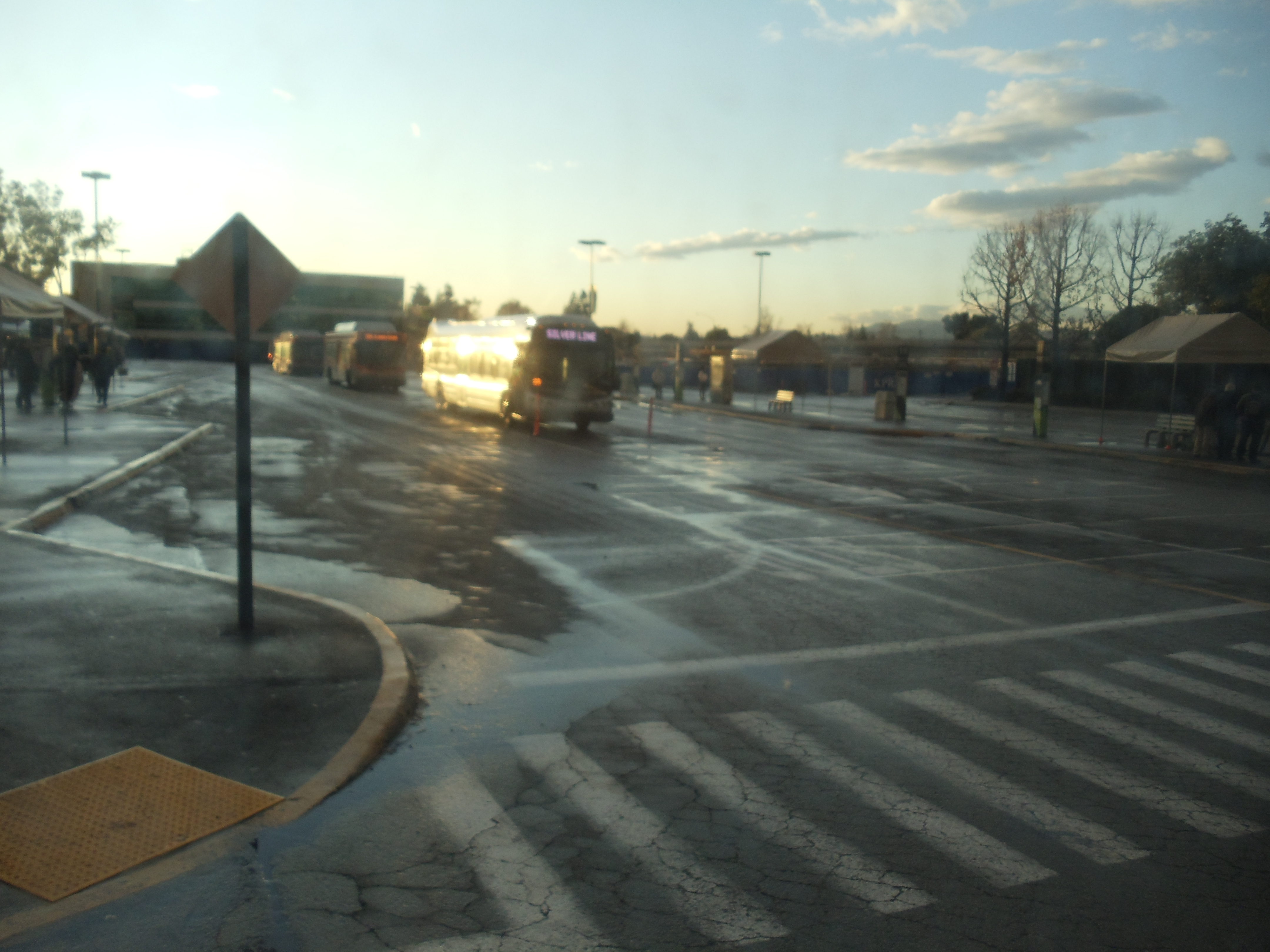
站台
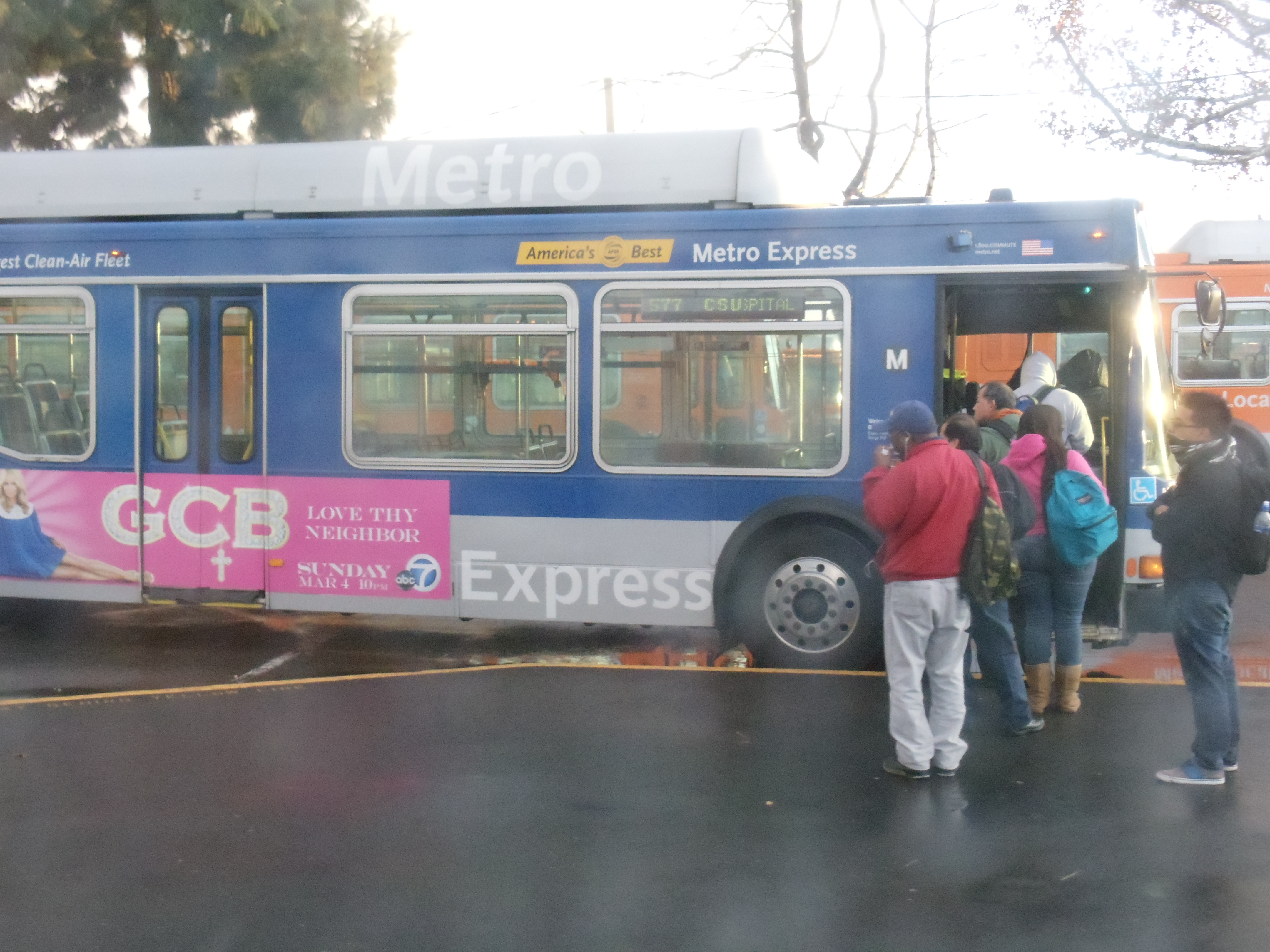
NABI 40 LFW型号的快车577X路，该型号已与2004停产
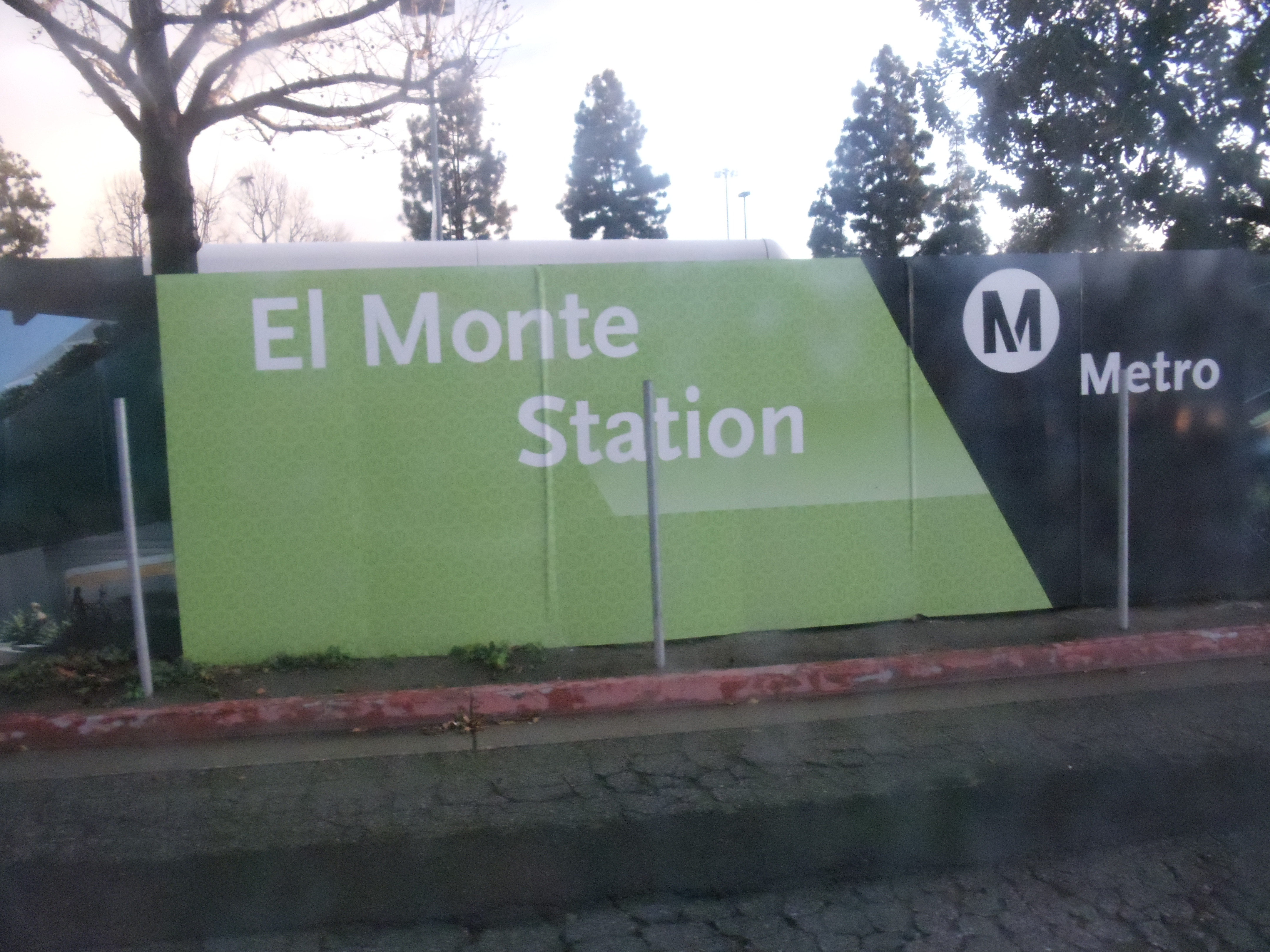
车站标识
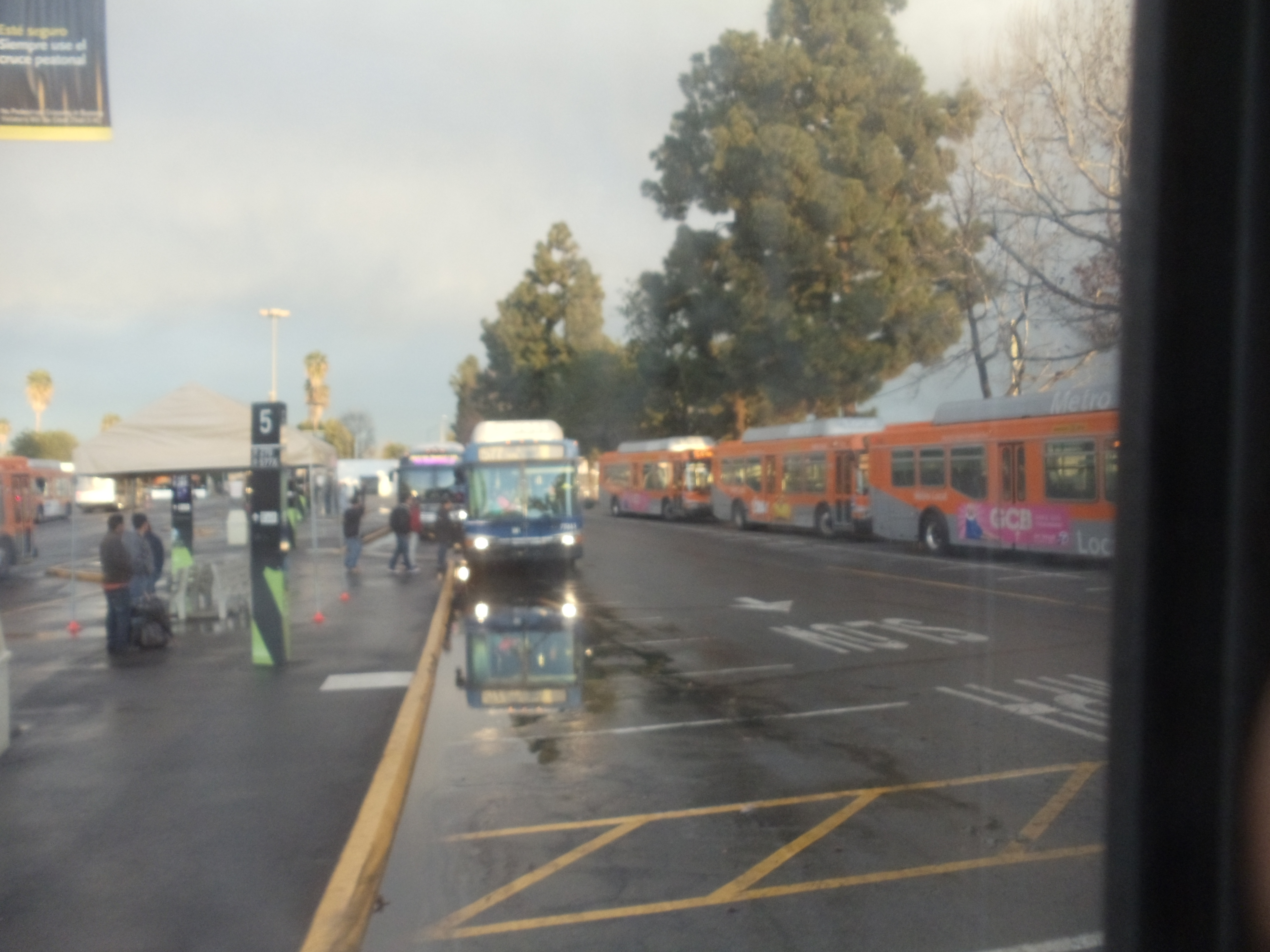
5号站台